# Годдарт, Кристоф
Кристоф Годдарт (нидерл. Kristof Goddaert; 21 ноября 1986, Синт-Никлас — 18 февраля 2014, Антверпен) — бельгийский профессиональный шоссейный велогонщик. Бронзовый призёр велогонки «Париж — Брюссель» в 2009 году. С 2013 года выступал за швейцарскую команду «IAM Cycling».
Погиб 18 февраля 2014 года на тренировке, упав с велосипеда и попав под колёса автобуса. Годдарт тренировался днём и внезапно потерял контроль над велосипедом. Возможно, колесо попало на рельсы старых железнодорожных путей. Гонщик упал, а автобус, ехавший с ним в одном направлении, не успел затормозить. Служба спасения пыталась реанимировать гонщика, но Кристоф Годдарт скончался на месте.

## Достижения
2007
3-й Натионале Слёйтингспрейс
5-й Тур Луара и Шера
7-й Чемпионат Фландрии
2008
2-й Тур Вандеи
4-й Натионале Слёйтингспрейс
4-й Омлоп ван де Вламсе Схелдеборден
5-й Мемориал Рика Ван Стенбергена
6-й Ле-Самен
7-й Антверпсе Хавенпейл
9-й Тур Зеландии
9-й Тур Груне Харта
9-й Классика Бевербека
2009
1-й Гран-при Синт-Никласа
Чемпионат Бельгии
3-й  Групповая гонка
3-й Париж — Брюссель
7-й Тур Мюнстера
7-й Мемориал Рика Ван Стенбергена
7-й Омлоп ван хет Хаутланд
10-й Дварс дор Фландерен
2010
1-й Этап 3 Тур Валлонии
5-й Ле-Самен
10-й Париж — Коррез
2011
8-й Гент — Вевельгем
10-й Кюрне — Брюссель — Кюрне
10-й Тро-Бро Леон
2012
Чемпионат Бельгии
2-й  Групповая гонка
5-й Тро-Бро Леон
7-й Халле — Ингойгем
2013
8-й Тур де Еврометрополь